# Зелена Діброва (Черкаський район)
Зелена Діброва —  селище в Україні, у Черкаському районі Черкаської області, підпорядковане Корсунь-Шевченківській міській громаді. Населення — 40 осіб.

## Населення

### Мова
Розподіл населення за рідною мовою за даними перепису 2001 року:
| Мова       | Кількість | Відсоток |
| ---------- | --------- | -------- |
| українська | 40        | 100%     |